# Шушань (комуна)
Шушань, Шушані (рум. Șușani) — комуна у повіті Вилча в Румунії. До складу комуни входять такі села (дані про населення за 2002 рік):
- Римешть (1302 особи)
- Сирбі (115 осіб)
- Стойкулешть (458 осіб)
- Ушурей (635 осіб)
- Шушань (1430 осіб)

Комуна розташована на відстані 159 км на захід від Бухареста, 59 км на південь від Римніку-Вилчі, 38 км на північний схід від Крайови.

## Населення
За даними перепису населення 2002 року у комуні проживали 3940 осіб, усі — румуни.
Рідною мовою назвали:
| Мова      | Кількість осіб | Відсоток |
| --------- | -------------- | -------- |
| румунська | 3939           | > 99,9%  |
| німецька  | 1              | < 0,1%   |

Склад населення комуни за віросповіданням:
| Релігія     | Кількість осіб | Відсоток |
| ----------- | -------------- | -------- |
| православні | 3856           | 97,9%    |
| адвентисти  | 84             | 2,1%     |